# مستوره افشار

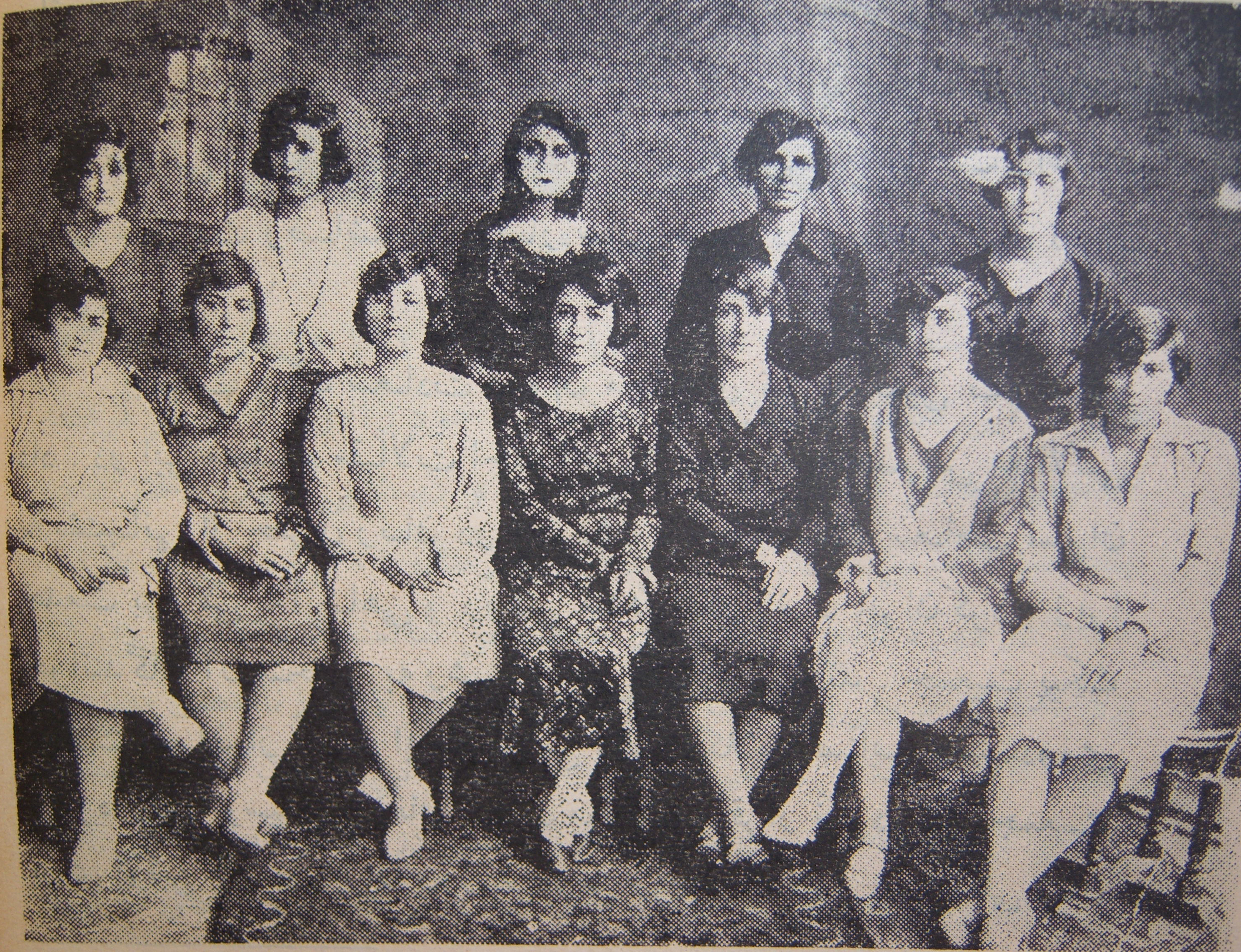
هیئت مدیره جمعیت نسوان وطنخواه نشسته از چپ به راست: فخرآفاق پارسا، ملوک اسکندری، کبری چنانی، مستوره افشار، نصرت مشیری، صفیه اسکندری، عصمت‌الملوک شریفی - ایستاده: مهرانگیز اسکندری، بانو چنانی، هایده افشار، عباسه پایور، قدیسه مشیری

مستوره افشار (زاده ۱۲۵۹- درگذشته شهریور ۱۳۲۴ یا ۱۳۲۵) از فعالان جنبش زنان در ایران بود و پس از محترم اسکندری ریاست جمعیت نسوان وطنخواه را برعهده داشت.

## وضعیت خانوادگی
مستوره فرزند جمشیدخان مجدالسلطنه افشار، از مردان روشنفکر ارومیه بود و مادرش نیز از خانواده آزادیخواه آذربایجانی امام قلی میرزا ملک قاسمی بود. او از کودکی آموختن زبان‌های فرانسوی، روسی و فارسی را شروع کرد و در بزرگسالی به فعالیت‌های اجتماعی و فرهنگی در جمعیت نسوان وطنخواه پرداخت.
جمشید خان فرزند اردشیر خان سرتیپ افشار اورمی بود که ناجی غرب آذربایجان در فاجعه جیلولوق که در آن ترکان آذربایجان دچار نسل‌کشی توسط ارامنه شدند، بود. وی به تبعیت از پدران خود وارد خدمت نظام وظیفه شد و تا امیرتومانی (سرلشکر) پیش رفت. جمشید خان به همراه قوای عثمانی آذربایجان را از تصرف ارتش تزار روس آزاد ساخت.
مستوره افشار دو خواهر به نام‌های آلچا و هایده داشت که آن‌ها نیز از اعضای فعال انجمن نسوان وطن‌خواه بودند. خواهر دیگر وی به نام توران افشار از نامداران علم و ادب ایران است. برادرش جلال افشار نیز پدر علم حشره‌شناسی ایران است.

## انجمن نسوان وطن‌خواه
اهداف جمعیت نسوان وطن‌خواه آموزش دختران، گسترش صنایع ملی، تحصیل زنان بزرگ‌سال (کلاس‌های اکابر)، حمایت از دختران بی‌سرپرست و تأسیس بیمارستان برای زنان فقیر و به‌طور کلی به دست آوردن حقوق زنان بود. پس از مرگ محترم اسکندری در سال ۱۳۰۴، مستوره افشار به ریاست انجمن برگزیده شد و تلاش بسیار کرد جمعیت را زنده نگه دارد و موفقیت‌هایی نیز بدست آورد. کلاس‌های سوادآموزی، انتشار مقالات حقوق زنان و جلسات سخنرانی تا سال ۱۳۱۱ ادامه یافت. همچنین در نخستین کنگره نسوان شرق که در تهران برگزار شد شرکت فعالی داشت.
جمعیت نسوان وطن‌خواه در حالیکه ۱۹۵ عضو رسمی داشت در سال ۱۳۱۲ شمسی به فرمان رضا شاه منحل شد.

## درگذشت
سرانجام مستوره افشار که تا روزهای پایانی عمرش در تلاش برای احقاق حقوق زنان و مردان تلاش می‌کرد، در شهریور سال ۱۳۲۴ یا ۱۳۲۵ شمسی در سن ۶۵ سالگی درگذشت.